# Mercado central de Sofía
El Mercado central de Sofía (en búlgaro: Централни софийски хали) es un mercado cubierto en el centro de Sofía, capital de Bulgaria, situado en el Bulevar María Luisa. Fue inaugurado en 1911 y es hoy en día un importante centro comercial en la ciudad. La construcción del edificio, que se extiende por más de 3.200 m², se inició en 1909 partiendo del diseño del arquitecto Naum Torbov que fue seleccionado para la obra en 1907 y que tardó dos años en completarse. Hasta finales de la década de 1940 el municipio de Sofía permitió unas 170 tiendas y puestos en el Mercado Central de Sofía.
Las rentas y la calidad de los productos estaban estrictamente regulados. El interior del edificio del mercado se modificó significativamente después de la década de 1950 y el mercado se cerró en 1988 con el fin de reconstruirlo y modernizarlo y fue una vez más abierto en el año 2000.